# Parrocchie della diocesi di Viterbo

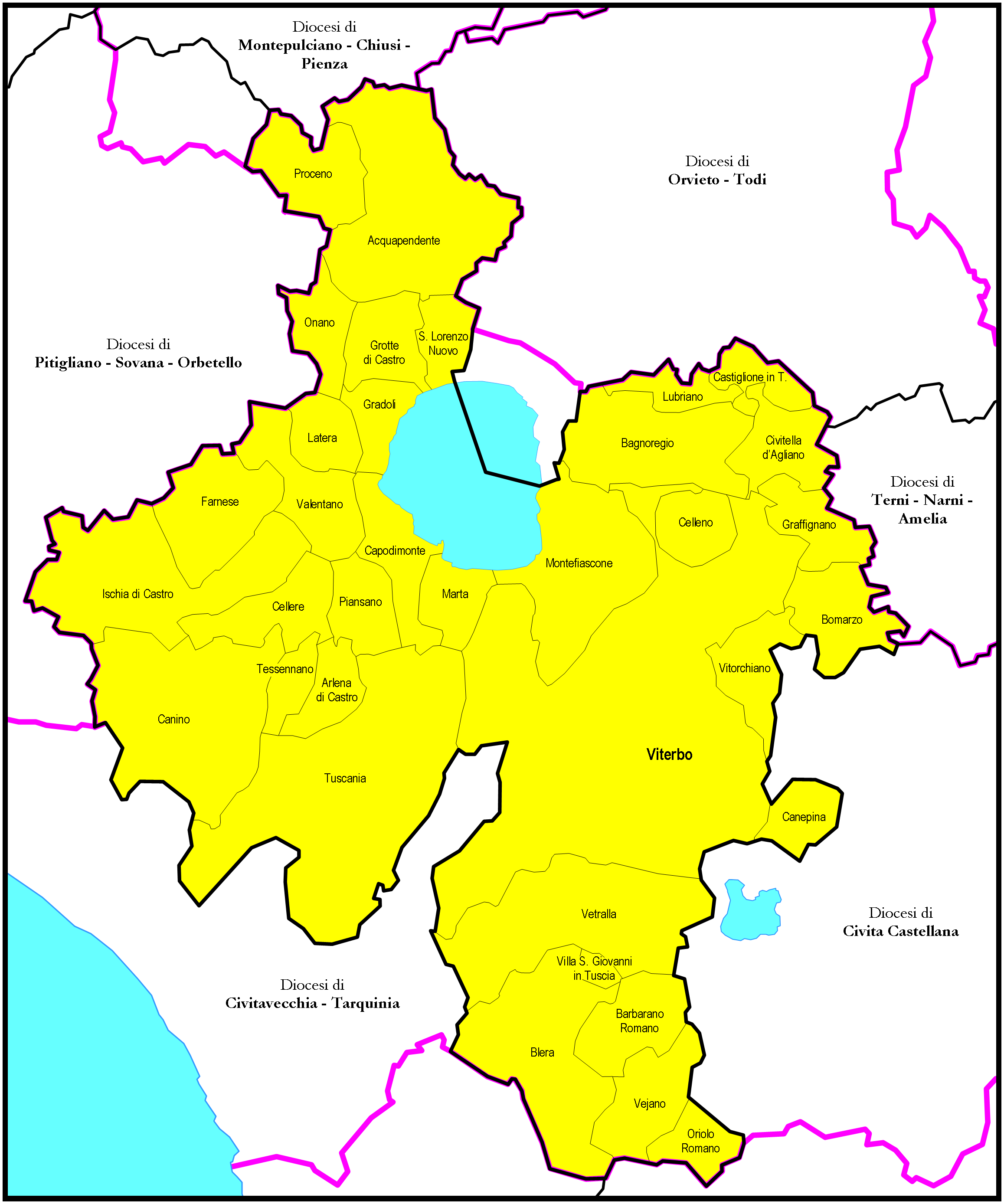
Mappa della diocesi

Le parrocchie della diocesi di Viterbo sono 97 e sono distribuite in comuni e frazioni appartenenti alla sola provincia di Viterbo.

## Zone pastorali
La diocesi è organizzata in 5 zone pastorali.

### Zona Pastorale di Viterbo
| Parrocchia                         | Patrono                       | Comune      | Frazione/Quartiere    |
| ---------------------------------- | ----------------------------- | ----------- | --------------------- |
| Viterbo - cattedrale               | San Lorenzo Martire           | Viterbo     | centro                |
| Viterbo - Sacro Cuore di Gesù      | Sacro Cuore di Gesù           | Viterbo     | centro                |
| Viterbo - San Francesco            | San Francesco d'Assisi        | Viterbo     | centro                |
| Viterbo - San Giovanni Evangelista | San Giovanni Evangelista      | Viterbo     | centro                |
| Viterbo - San Leonardo Murialdo    | San Leonardo Murialdo         | Viterbo     | centro                |
| Viterbo - San Marco                | San Marco Evangelista         | Viterbo     | centro                |
| Viterbo - San Sisto                | San Sisto Papa                | Viterbo     | centro                |
| Viterbo - Santa Barbara            | Santa Barbara                 | Viterbo     | centro                |
| Viterbo - Santa Maria del Paradiso | Santa Maria del Paradiso      | Viterbo     | centro                |
| Viterbo - Santa Maria della Verità | Santa Maria della Verità      | Viterbo     | centro                |
| Viterbo - Santa Maria delle Farine | Santa Maria delle Farine      | Viterbo     | centro                |
| Viterbo - Santa Maria dell'Edera   | Santa Maria dell'Edera        | Viterbo     | centro                |
| Viterbo - Santa Maria Nuova        | Beata Vergine Maria           | Viterbo     | centro                |
| Viterbo - Santissima Trinità       | Santissima Trinità            | Viterbo     | centro                |
| Viterbo - Sant'Andrea Apostolo     | Sant'Andrea Apostolo          | Viterbo     | centro                |
| Viterbo - Sant'Angelo in Spatha    | San Michele Arcangelo         | Viterbo     | centro                |
| Bagnaia                            | San Giovanni Battista         | Viterbo     | Bagnaia               |
| Bomarzo                            | Santa Maria Assunta           | Bomarzo     | centro                |
| Canepina                           | Santa Maria Assunta           | Canepina    | centro                |
| La Quercia                         | Santa Maria della Quercia     | Viterbo     | La Quercia            |
| Mazzetta                           | Santa Maria della Grotticella | Viterbo     | Mazzetta              |
| Monterazzano                       | San Giuseppe Lavoratore       | Viterbo     | Monterazzano          |
| Mugnano in Teverina                | Santi Vincenzo e Liberato     | Bomarzo     | Mugnano in Teverina   |
| Salamaro                           | Sacra Famiglia                | Viterbo     | Salamaro              |
| San Martino al Cimino              | San Martino Vescovo           | Viterbo     | San Martino al Cimino |
| Villanova                          | Santi Valentino e Ilario      | Viterbo     | Villanova             |
| Vitorchiano                        | Santa Maria Assunta           | Vitorchiano | centro                |

### Zona pastorale di Acquapendente
| Parrocchia                    | Patrono                      | Comune            | Frazione/Quartiere        |
| ----------------------------- | ---------------------------- | ----------------- | ------------------------- |
| Acquapendente - concattedrale | Santo Sepolcro               | Acquapendente     | centro                    |
| Acquapendente - San Lorenzo   | San Lorenzo Martire          | Acquapendente     | centro                    |
| Centeno                       | San Giovanni Battista        | Proceno           | Centeno                   |
| Gradoli                       | Santa Maria Maddalena        | Gradoli           | centro                    |
| Grotte di Castro              | San Pietro Apostolo          | Grotte di Castro  | centro                    |
| Latera                        | San Clemente Papa            | Latera            | centro                    |
| Onano                         | Santa Croce                  | Onano             | centro                    |
| Proceno                       | Santissimo Salvatore         | Proceno           | centro                    |
| San Lorenzo Nuovo             | San Lorenzo Martire          | San Lorenzo Nuovo | centro                    |
| Santa Maria delle Colonne     | Santa Maria delle Colonne    | Grotte di Castro  | Santa Maria delle Colonne |
| Torre Alfina                  | Santa Maria Assunta          | Acquapendente     | Torre Alfina              |
| Trevinano                     | Natività di Maria Santissima | Acquapendente     | Trevinano                 |

### Zona pastorale di Bagnoregio
| Parrocchia                 | Patrono                    | Comune                  | Frazione/Quartiere         |
| -------------------------- | -------------------------- | ----------------------- | -------------------------- |
| Bagnoregio                 | San Bonaventura            | Bagnoregio              | centro                     |
| Capraccia                  | Sant'Antonio di Padova     | Bagnoregio              | Capraccia                  |
| Castel Cellesi             | San Girolamo               | Bagnoregio              | Castel Cellesi             |
| Castiglione in Teverina    | Santi Filippo e Giacomo    | Castiglione in Teverina | centro                     |
| Civita di Bagnoregio       | San Donato                 | Bagnoregio              | Civita                     |
| Civitella d'Agliano        | Santi Pio e Callisto       | Civitella d'Agliano     | centro                     |
| Graffignano                | Santa Maria Assunta        | Graffignano             | centro                     |
| Grotte Santo Stefano       | Santo Stefano Protomartire | Viterbo                 | Grotte Santo Stefano       |
| Lubriano                   | San Giovanni Battista      | Lubriano                | centro                     |
| Montecalvello              | Santa Maria Assunta        | Viterbo                 | Montecalvello              |
| Roccalvecce                | San Paolo Apostolo         | Viterbo                 | Roccalvecce                |
| San Michele in Teverina    | San Michele Arcangelo      | Civitella d'Agliano     | San Michele in Teverina    |
| Sant'Angelo di Roccalvecce | San Michele Arcangelo      | Viterbo                 | Sant'Angelo di Roccalvecce |
| Sermugnano                 | San Silvestro Papa         | Castiglione in Teverina | Sermugnano                 |
| Sipicciano                 | Santa Maria Assunta        | Graffignano             | Sipicciano                 |
| Vaiano                     | Santissima Annunziata      | Castiglione in Teverina | Vaiano                     |
| Vallebona                  | Santa Maria Assunta        | Viterbo                 | Vallebona                  |
| Vetriolo                   | San Donato                 | Bagnoregio              | Vetriolo                   |

### Zona pastorale di Montefiascone-Tuscania
| Parrocchia                           | Patrono                               | Comune           | Frazione/Quartiere |
| ------------------------------------ | ------------------------------------- | ---------------- | ------------------ |
| Montefiascone - concattedrale        | Santa Margherita                      | Montefiascone    | centro             |
| Tuscania - San Giacomo               | San Giacomo Apostolo                  | Tuscania         | centro             |
| Arlena di Castro                     | San Giovanni Battista                 | Arlena di Castro | centro             |
| Canino                               | Santi Giovanni e Apostoli             | Canino           | centro             |
| Capodimonte                          | Santa Maria Assunta                   | Capodimonte      | centro             |
| Cellere                              | Santa Maria Assunta                   | Cellere          | centro             |
| Farnese                              | Santissimo Salvatore                  | Farnese          | centro             |
| Fastello                             | Santa Lucia Filippini                 | Viterbo          | Fastello           |
| Montefiascone - San Flaviano         | San Flaviano Martire                  | Montefiascone    | centro             |
| Ischia di Castro                     | Sant'Ermete martire                   | Ischia di Castro | centro             |
| Le Coste                             | Corpus Domini                         | Montefiascone    | Le Coste           |
| Le Mosse                             | San Giuseppe                          | Montefiascone    | Le Mosse           |
| Marta                                | Santi Maria e Biagio                  | Marta            | centro             |
| Piansano                             | San Bernardino da Siena               | Piansano         | centro             |
| Pianaccia                            | Santa Maria della Salute              | Valentano        | Pianaccia          |
| Pietrella                            | Sacro Cuore di Gesù                   | Tuscania         | Pietrella          |
| San Francesco di Canino              | San Francesco d'Assisi                | Canino           | periferia          |
| Tessennano                           | San Felice Martire                    | Tessennano       | centro             |
| Tuscania - Nostra Signora di Lourdes | Nostra Signora di Lourdes             | Tuscania         | centro             |
| Tuscania - San Giovanni Decollato    | San Giovanni Decollato                | Tuscania         | centro             |
| Tuscania - Santi Martiri             | Santi Martiri                         | Tuscania         | centro             |
| Valentano                            | San Giovanni Apostolo ed Evangelista  | Valentano        | centro             |
| Vallecchia                           | N. S. della Neve e Sant'Antonio Abate | Canino           | Vallecchia         |
| Villa Fontane                        | Sant'Agapito e Santissima Annunziata  | Valentano        | Villa Fontane      |
| Zepponami                            | Santa Maria del Giglio                | Montefiascone    | Zepponami          |

### Zona pastorale di Vetralla
| Parrocchia                         | Patrono                     | Comune                       | Frazione/Quartiere |
| ---------------------------------- | --------------------------- | ---------------------------- | ------------------ |
| Vetralla - centro                  | Sant'Andrea e San Francesco | Vetralla                     | centro             |
| Barbarano Romano                   | Santa Maria Assunta         | Barbarano Romano             | centro             |
| Blera                              | Santa Maria Assunta         | Blera                        | centro             |
| Civitella Cesi                     | San Leonardo                | Blera                        | Civitella Cesi     |
| Cura di Vetralla                   | Santa Maria della Soccorso  | Vetralla                     | Cura               |
| La Botte                           | Cristo Re                   | Vetralla                     | La Botte           |
| Oriolo Romano                      | San Giorgio Martire         | Oriolo Romano                | centro             |
| Tobia                              | Santa Maria del Rosario     | Viterbo                      | Tobia              |
| Tre Croci                          | Sant'Antonio di Padova      | Vetralla                     | Tre Croci          |
| Veiano                             | Santa Maria Assunta         | Vejano                       | centro             |
| Vetralla - Santi Filippo e Giacomo | Santi Filippo e Giacomo     | Vetralla                     | periferia          |
| Villa San Giovanni in Tuscia       | San Giovanni Battista       | Villa San Giovanni in Tuscia | centro             |